# Pallacanestro Trieste 2004 2018-2019
Questa voce raccoglie le informazioni riguardanti la Pallacanestro Trieste 2004 nelle competizioni ufficiali della stagione 2018-2019.

## Stagione
La stagione 2018-2019 della Pallacanestro Trieste 2004 sponsorizzata Alma, è la 47ª nel massimo campionato italiano di pallacanestro, la Serie A.
All'inizio della nuova stagione la Lega Basket decise di modificare il regolamento riguardo al numero di giocatori stranieri da schierare contemporaneamente in campo. Si decise così di optare per la scelta della formula con 6 giocatori stranieri senza vincoli.

## Roster
Aggiornato al 2 agosto 2018.
| Alma Pallacanestro Trieste 2018-19 | Alma Pallacanestro Trieste 2018-19 |
| Giocatori                          | Staff tecnico                      |
| ---------------------------------- | ---------------------------------- |

| N. | Naz.                                     | Ruolo | Nome                 | Anno | Alt.   | Peso   |  |
| -- | ---------------------------------------- | ----- | -------------------- | ---- | ------ | ------ |  |
| 0  | Italia (bandiera)                        | AP    | Andrea Coronica (C)  | 1993 | 188 cm | 83 kg  |  |
| 1  | Stati Uniti (bandiera)                   | G     | Devondrick Walker    | 1992 | 196 cm | 93 kg  |  |
| 2  | Croazia (bandiera)                       | AG    | Hrvoje Perić         | 1985 | 201 cm | 102 kg |  |
| 4  | Argentina (bandiera) · Italia (bandiera) | P     | Juan Fernández       | 1990 | 193 cm | 88 kg  |  |
| 8  | Italia (bandiera)                        | P     | Matteo Schina        | 2001 | 180 cm |        |  |
| 11 | Stati Uniti (bandiera)                   | P     | Chris Wright         | 1989 | 185 cm | 95 kg  |  |
| 12 | Lettonia (bandiera) · Italia (bandiera)  | GA    | Artūrs Strautiņš     | 1998 | 198 cm | 100 kg |  |
| 14 | Georgia (bandiera) · Italia (bandiera)   | AG    | Giga Janelidze       | 1995 | 200 cm |        |  |
| 15 | Lettonia (bandiera)                      | A     | Ojārs Siliņš         | 1993 | 204 cm | 96 kg  |  |
| 18 | Italia (bandiera)                        | PG    | Daniele Cavaliero    | 1984 | 188 cm | 83 kg  |  |
| 20 | Italia (bandiera)                        | AG    | Matteo Da Ros        | 1989 | 205 cm | 94 kg  |  |
| 22 | Stati Uniti (bandiera)                   | G     | Jamarr Sanders       | 1988 | 196 cm | 95 kg  |  |
| 24 | Stati Uniti (bandiera)                   | C     | Justin Knox          | 1989 | 206 cm | 105 kg |  |
| 30 | Slovenia (bandiera)                      | GA    | Zoran Dragić         | 1989 | 196 cm | 91 kg  |  |
| 42 | Stati Uniti (bandiera)                   | C     | William Mosley       | 1989 | 203 cm | 100 kg |  |
| 55 | Italia (bandiera)                        | C     | Alessandro Cittadini | 1979 | 207 cm | 103 kg |  |
|    | Italia (bandiera)                        | C     | Lodovico Deangeli    | 2000 | 200 cm |        |  |
|    | Italia (bandiera)                        | P     | Stefan Milic         | 2000 | 182 cm |        |  |

| Allenatore                                                                                    |
| - Eugenio Dalmasson                                                                           |
| Assistente/i                                                                                  |
| - Marco Legovich - Matteo Praticò Legenda - (C) Capitano - (IN) Inattivo - Infortunato Roster |

## Mercato

### Sessione estiva
| Acquisti | Acquisti          | Acquisti       | Acquisti   | Acquisti |
| R.a      | Nome              | da             | Modalità   |          |
| -------- | ----------------- | -------------- | ---------- | -------- |
| AG       | Hrvoje Perić      | Reyer Venezia  | definitivo |          |
| P        | Chris Wright      | Pall. Reggiana | definitivo |          |
| GA       | Artūrs Strautiņš  | Orlandina      | definitivo |          |
| G        | Jamarr Sanders    | Junior Casale  | definitivo |          |
| C        | Justin Knox       | Orlandina      | definitivo |          |
| G        | Devondrick Walker | Delaware 87ers | definitivo |          |
| C        | William Mosley    | Legnano Basket | definitivo |          |

| Cessioni | Cessioni         | Cessioni        | Cessioni       | Cessioni |
| R.       | Nome             | a               | Modalità       |          |
| -------- | ---------------- | --------------- | -------------- | -------- |
| G        | Javonte Green    | Ulma            | fine contratto |          |
| PG       | Federico Mussini | Pall. Reggiana  | fine prestito  |          |
| G        | Lorenzo Baldasso | Jesi Academy    | prestito       |          |
| PG       | Roberto Prandin  | Mens Sana Siena | fine contratto |          |
| GA       | Federico Loschi  | Eurobasket Roma | fine contratto |          |
| AG       | Laurence Bowers  |                 | ritirato       |          |

### Dopo l'inizio della stagione
| Acquisti | Acquisti     | Acquisti   | Acquisti        | Acquisti   |
| R.       | Nome         | da         | Data            | Modalità   |
| -------- | ------------ | ---------- | --------------- | ---------- |
| A        | Ojārs Siliņš | Free agent | 15 ottobre 2018 | definitivo |
| GA       | Zoran Dragić | Free agent | 8 gennaio 2019  | definitivo |

| Cessioni | Cessioni          | Cessioni        | Cessioni         | Cessioni       |
| R.       | Nome              | a               | Data             | Modalità       |
| -------- | ----------------- | --------------- | ---------------- | -------------- |
| AG       | Giga Janelidze    | Dinamo Cagliari | 7 dicembre 2018  | prestito       |
| A        | Ojārs Siliņš      | Free agent      | 17 dicembre 2018 | fine contratto |
| G        | Devondrick Walker | N.B. Brindisi   | 9 gennaio 2019   | rescissione    |